# Рамзес I
Рамзес I је био оснивач деветнаесте династије египатских фараона. Није сигурно када је владао, али највероватније је то било 1295—1294. п. н. е. или 1292—1290. п. н. е.
У почетку назван Парамесу, Рамзес I није био краљевског порекла. Он је рођен у угледној породици, која је потицала из Авариса, некадашње престонице Хикса. Био је професионални војник. Хоремхеб је Рамзеса I поставио за принца регента за време свог живота, са сличним титулама које је он сам носио за време док је Тутанкамон био жив. Рамзес је, такође, имао религијске титуле и служио Амону. Као такав, одиграо је значајну улогу у поновном оживљавању старе египатске религије (после Ехнатоновог атонизма).
Хоремхеб и други владари који су га наследили, бирали су некад наследнике некраљевског порекла. Тако је Хоремхеб, који није био краљевског порекла, постепено напредовао у војсци, постао краљевски саветник, и напокон фараон. Он је именовао Рамзеса I за принца, и овај га је, после Хоремхебове смрти, наследио на престолу. Са Рамзесом I је почела деветнаеста династија, иако су неки рамесидски фараони сматрали Хоремхаба њеним оснивачем.
Када је ступио на престо, Рамзес је узео праномен, или краљевско име Менпетире, које значи приближно „постављен снагом Раа“. Ипак, оне је познатији по свом личном имену, које се некад изговара Рамесу или Рамесес, и значи „рођен од Раа“.
Рамзес I је већ био у годинама када је крунисан. Он је поставио свог сина Сетија I да служи као везир. Рамзес је умро након своје веома кратке владавине. Сахрањен је у Долини краљева. Његова гробница је откривена 1817. године.